# Mistrzostwa Europy Juniorów w Saneczkarstwie 2025 (tory naturalne)
38. Mistrzostwa Europy Juniorów w Saneczkarstwie na torach naturalnych 2025 odbyły się w dniach 14-15 lutego we włoskim Latsch. Rozegrane zostały cztery konkurencje: jedynki kobiet, jedynki mężczyzn, dwójki oraz zawody drużynowe.

## Terminarz i medaliści
| Data           | Miejscowość | Konkurencja      | Złoto                                   | Srebro                                             | Brąz                                      |
| -------------- | ----------- | ---------------- | --------------------------------------- | -------------------------------------------------- | ----------------------------------------- |
| 15 lutego 2025 | Latsch      | Jedynki kobiet   | Tina Stuffer                            | Jenny Castiglioni                                  | Nina Castiglioni                          |
| 15 lutego 2025 | Latsch      | Jedynki mężczyzn | Alex Oberhofer                          | Florian Freigassner                                | Anton Gruber Genetti                      |
| 14 lutego 2025 | Latsch      | Dwójki           | Słowacja Gabriel Halcin · Samuel Halcin | Włochy Anton Gruber Genetti · Jakob Gruber Genetti | Polska Konrad Płonka · Nikolas Dawidowski |
| 15 lutego 2025 | Latsch      | Drużynowe        | Włochy Tina Stuffer · Alex Oberhofer    | Austria Naomi Thöni · Florian Freigassner          | Niemcy Magdalena Enig · Vincent Streit    |

## Klasyfikacja medalowa
| Miejsce | Państwo  | złoto | srebro | brąz | Razem |
| ------- | -------- | ----- | ------ | ---- | ----- |
| 1.      | Włochy   | 3     | 2      | 2    | 7     |
| 2.      | Słowacja | 1     | 0      | 0    | 1     |
| 3.      | Austria  | 0     | 2      | 0    | 2     |
| 4.      | Polska   | 0     | 0      | 1    | 1     |
| =       | Niemcy   | 0     | 0      | 1    | 1     |